# سوزان سويرسيغ
سوزان سويرسيغ (4 فبراير 1924 - 8 فبراير 2013) كانت أول طبيبة بيطرية تمارس في ميسوري. كان سويرسيغ أمين عام جمعية الرفق بالحيوان بميسوري لمدة 55 عامًا. ولدت في نورمبرج بألمانيا وتخرجت من كلية الطب البيطري بجامعة ميونيخ سنة 1953. كانت الأنثى الوحيدة في فصلها. جاءت إلى سانت لويس، ميزوري، وتم توظيفها كطبيبة بيطرية في جمعية الرفق بالحيوان بميسوري. أصرت على رفع المعايير في عيادتها منخلال
- ضمان تعقيم الأدوات الجراحية بشكل صحيح
- زيادة معايير نظافة الحيوانات
- الإصرار على معدات الأشعة السينية الحديثة.
تم تسميتها أمين عام الجمعية بعد عشر سنوات في عام 1965. ويعترف لها بلعب دور رئيسي في نجاح الجمعية. إنها واحدة من أكبر ممارسات المهنة في الغرب الأوسط اليوم. قامت بحملة من أجل تعقيم الحيوانات وتحييدها ولديها عمود في الصحيفة المحلية للمساعدة في تعليم وتحسين المجتمع المحلي. في عام 1972، حصلت على جائزة «المرأة البيطرية للسنة» من المنظمة الوطنية الأمريكية للطب البيطري.

## الحياة والتعليم

### حياة سابقة
ولدت سوزان سويرسيغ في نورمبرغ بألمانيا. كانت الأولى من بين أربعة أشقاء. بنى جدها الأكبر منزل عائلتها مباشرة خلف مبنى البناء الخاص به. كان مبنى سكني من خمسة طوابق. تم تعليمها المبكر في مدرسة كاثوليكية، على الرغم من اعتراضاتها على الزي المدرسي.
بدأ حبها للحيوانات في سن صغيرة حيث كان لديها حيوانات أليفة (قطط وكلاب). بعد يوم واحد من اختفاء قطتها، اشتبهت سويرسيغ في أن الخادمة هي السبب. وضعت الفئران في خزانة الخادمة وعادت القطة للظهور في اليوم التالي. في سن 17، التحقت سويرسيغ بفصل الكتابة. تم قصف المدرسة في أول جلسة حضرت فيها. هذه اللحظة دفعتها إلى ترك برنامج الكتابة وبدلاً من ذلك توجهت نحو مهنة التمريض. خلال فصلها الدراسي الأول في مدرسة التمريض تعرضت مرة أخرى للتفجير. هذه المرة عانت من ارتجاج الدماغ. تم تجنيدها هي وزملائها في مدرسة التمريض في الجيش. في 1945-1946 تم احتجازهاأسيرة حرب من قبل الولايات المتحدة في نورمبرغ ألمانيا لمدة عام تقريبًا. خلال هذا الوقت في نورمبرغ، كانت محاكمات نورمبرغ تجري - وأبرزها محاكمة مجرمي الحرب الرئيسيين. خلال فترة حكم هتلر، كانت نورمبرج موقعًا شهيرًا للدعاية والمسيرات النازية.

### التعليم البيطري
القبول في مدرسة بيطرية لم يكن إنجازًا سهلاً، خاصةً كأنثى. في ذلك الوقت، في ذلك الوقت فضلت الكلية أبطال الحرب وقد يكون ذلك سبب قبولها الناجح في جامعة ميونيخ. تخرجت من كلية الطب البيطري بجامعة ميونيخ عام 1953. من أصل 90 طالب في فصل التخرج كانت سويرسيغ الأنثى الوحيدة.
لم يكن والداها سعداء باختيارها أن تصبح طبيبة بيطرية. كانوا يعتقدون أن العمل على الحيوانات غير لائق بالنسبة لشابة وأن التعامل مع الحيوانات كان عملاً قذرًا. بعد التخرج، قامت بدراسة بحثية لمدة عام حول السالمونيلا في الرخويات. وهذا أكسبها درجة الماجستير بامتياز مع مرتبة الشرف بعد الانتهاء من أطروحة الدكتوراه في عام 1954 في جامعة ميونيخ. أثناء دراستها، كانت فرصة العمل على الحيوانات الكبيرة مثل الخيول محدودة للغاية بسبب الحرب العالمية الثانية. تنتمي معظم الخيول في ألمانيا إلى الطبقة الأرستقراطية واعتبرت ثمينة في ذلك الوقت.

## السيرة في جمعية الرفق بالحيوان
في الأصل، سافرت سويرسيغ إلى أمريكا لقضاء عام في تعلم الأساليب البيطرية الأمريكية. انتقلت سويرسيغ إلى سانت لويس وكان عليها أولاً الانتظار لمدة خمس سنوات قبل السماح لها بالتدرب في الولايات المتحدة. أولاً، كان عليها أن تصبح مواطنة أمريكية وتصبح مرخصة من قبل الدولة. ثم تم توظيفها في عيادة جمعية ميسوري للرفق بالحيوان في عام 1955. في ذلك الوقت، كانت العيادة صغيرة للغاية وكان لديها عدد قليل من الموظفين الآخرين. كان أحد أعضاء هيئة التدريس ريتشارد ريجل طالبًا بيطريًا في السنة الثالثة. بينما كانت تشق طريقها إلى منصب أعلى في العيادة، وقع ريجل وسورسيغ في الحب وتزوجا في عام 1956. سرعان ما تم تعيين سورسيغالمسؤول عن المنشأة.
من بداية العمل هناك أصرت على رفع معايير العيادة. كما أصرت على تعقيم معدات الجراحة باستخدام التقنيات الحديثة مثل معدات الأشعة السينية والأقفاص النظيفة.
كانت تخفي الرسوم الهزلية الصحفية الصغيرة في الجزء السفلي من أقفاص الحيوانات بين حين وآخر وتتحقق للتأكد من إزالتها في صباح اليوم التالي كطريقة للتأكد من أن الموظفين كانوا ينظفون الأقفاص بشكل صحيح. وقد تم اعتبارها السبب الرئيسي لجعل جمعية ميسوري للرفق بالحيوان واحدة من أكبر العيادات في الغرب الأوسط اليوم. يستقبل المرفق الآن سنويًا حوالي 80.000 مريض ويقوم بإجراء 1700 عملية جراحية. أصبحت أمينها العام في عام 1965 واستخدمت قوتها لمواصلة توسيع المنشأة ورفع معاييرها.

## إنجازات أخرى
شاركت سويرسيغ بشكل كبير في تحسين مجتمعها. منذ البداية كانت مدافعة كبيرة عن تعقيم الحيوانات الأليفة وخصييها ولديها حملة لزيادة الوعي العام بمشروع التعقيم / الخصي. عملت في المنظمات البيطرية والمجتمعية وقامت بتأطير العديد من الأطباء البيطريين الناجحين. كان لديها عمود في صحيفة سانت لويس جلوب-ديموقراطية بعنوان «اسأل الطبيب البيطري» وتمت كتابته أسبوعيًا من 1979 إلى 1985. أجابت على العديد من أسئلة أفراد المجتمع حول رعاية حيواناتهم الأليفة وساعدت في نشر الوعي بهذه الطريقة.

### الجوائز
حصلت على الجائزة الوطنية «المرأة البيطرية للسنة» من الجمعية الطبية النسائية البيطرية عام 1972. تحولت المنظمة إلى مؤسسة (جمعية الطبيبات البيطريات) وواصلت جوائزها والمنح الدراسية من خلال جمعية الطب البيطري الأمريكية.
اعترف مجتمعها بعملها الشاق في عام 1983 وأطلق عليها لقب قائدة التميز وتمت إضافتها إلى أكاديمية YWCA للمترو سانت لويس للقادة.

## الوفات
توفيت سويرسيغ في 8 فبراير 2013. لم تترك أي أطفال وراءها. توفي زوجها بعد ذلك بشهرين في 30 أبريل 2013. كانت مرشدة للعديد من الأطباء البيطريين وكانت مصدر إلهام لمؤيديها.